# Septembermorden

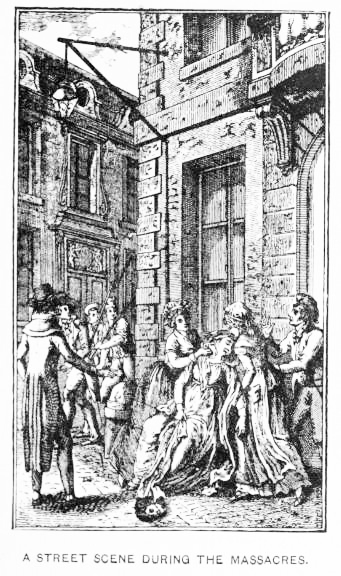
Septembermorden.

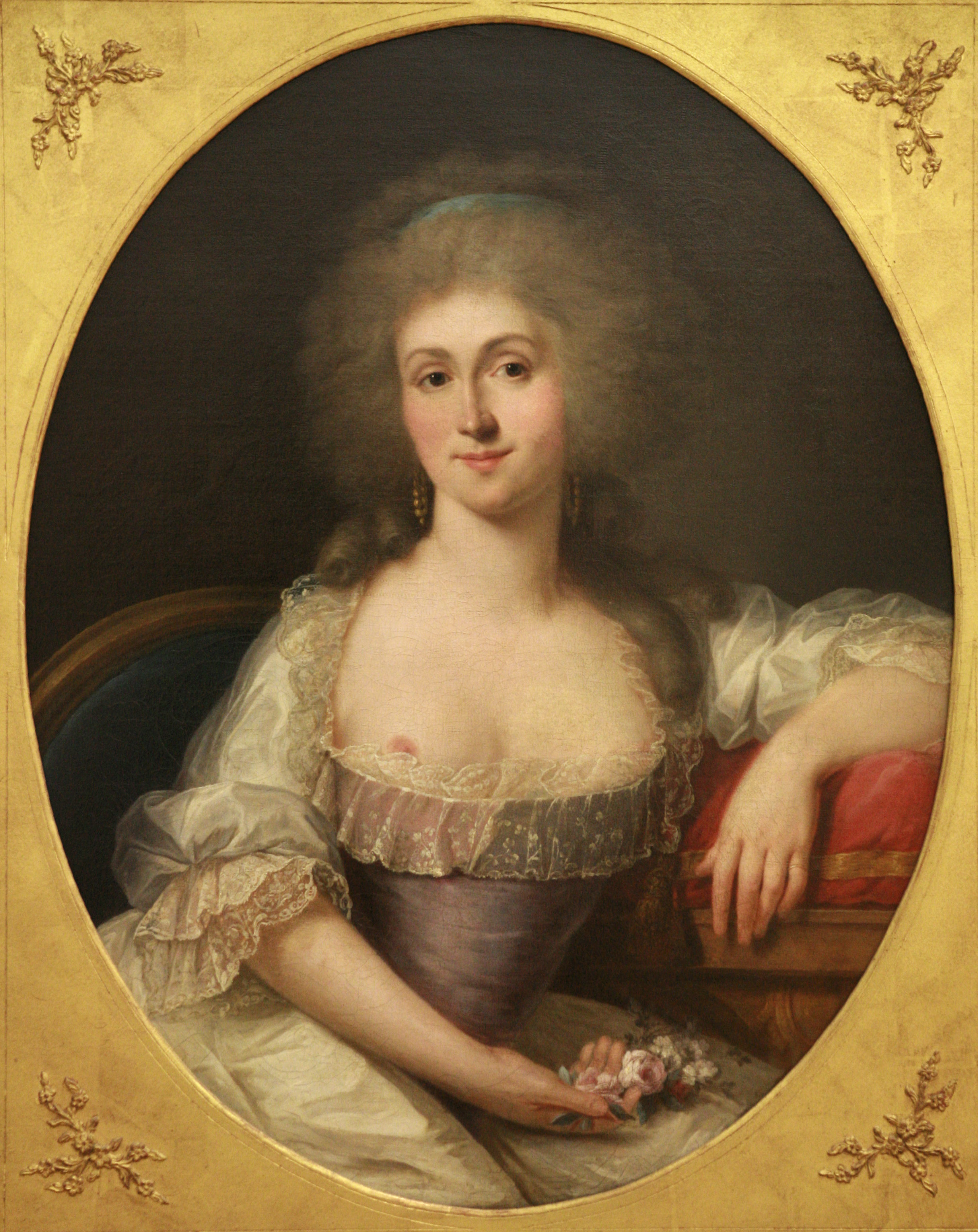
Prinsessan de Lamballe, ett av offren under septembermorden den 3 september.

Septembermorden (franska: Massacres de Septembre) var mord i Paris den 2–6 september 1792, begångna av en revolutionär kommunalstyrelse, bestående eller biträdd av revolutionärerna Hébert, Marat, Billaud-Varenne.

## Involverade
Under förberedelserna till upproret den 10 augusti som ledde till att kungadömet störtades, hade Paris gamla styrelse ersatts av en revolutionär sådan, och det var denna, som, bestående eller biträdd av de främsta revolutionärerna utförde dåden. Marat ansågs vara huvudledaren.

## Förgreningar i regeringen
Lagstiftande församlingen och den av lagstiftande församlingen den 10 augusti tillsatta interimsregeringen stod inte bakom. En av regeringens medlemmar, justitieminister Danton, ansågs som en av mordens upphovsmän.

## Förberedelse
I viss mån banade Danton vägen för dåden då han den 28 augusti i lagstiftande församlingen genomdrev ett lagförslag om "husvisitationer" efter "misstänkta" som han sedan använde sig av och fyllde de under "kommunens" vård stående fängelserna (l'Abbaye med flera) med "misstänkta" män och kvinnor (minst 3 000).

## Uppror och efterdyningar
Den 2 september började uppror som sedan pågick dag och natt i fem dygn. Morden utfördes av mer hårdföra revolutionärer, och kan ses som en tidig början till Skräckväldet. I fängelser arrangerades rättegångar, vid vilka i synnerhet en skrivare Stanislas-Marie Maillard presiderade. Offrens antal har beräknats till uppåt 1 500. Genom att utsända cirkulär i justitiedepartementets kuvert (möjligen utan Dantons vetskap) försökte "kommunen" få landsorten att följa Paris exempel, men detta lyckades endast delvis.

## Samtida vittnesskildringar
I Dagligt Allehanda fördes följande ögonvittnesskildring intagen den 19 september 1792.
| ”                                             | Paris den 3 September. Sedan Storm-klåckor, Larm-trummor och ropandet: i Wapen, börjat i går eftermiddag kl. 3, och under det at så många Borgare anmälte sig hos deras Sectioner och på Martis-Fältet til tjänst, tildrog sig den faseliga händelsen, at den rasande Pöbeln på et aldeles ursinnigt sätt bestormade Fängelserna, och ej allenast i Abbots-fängelset, Conciergeriet, Bicetre och Tuckthuset mördade alla häcktade, utan äfwen alla de uti Carmeliter-kyrkan inspärrade Andelige, som icke aflagt Eden. Bland de mördade räknar man bägge herrarne Montmorin (Armand Marc de Montmorin Saint-Hérem och Louis Victoire Lux de Montmorin-Saint-Hérem), Majoren vid Schweitzarne Bachmann, Prinsessan Lamballe och bägge Fruarne Tourzel. Endast i Abbots-fängelset äro 130 fågne mördade. I Bicetre har man afskildt de fångar, som woro häcktade för skuld, ifrån de andre, och inspärrat Stats-fångarne innom et gårdsrum och skutit på dem med Canoner. Såsom et skäl til detta försräckeliga blodbad påstås af Folket icke har welat qwarlämna så många inwärtes Fiender i hufwudstaden, sedan man utspridt det ryktet, at Contra-Revolutionisterne ärnade den 7 dennes bestorma Fängelserna och sätta de fågna i frihet. | „ |
| – Dagligt Allehanda, 19 september 1792, sid 1 | |   |